# مطبخ راق

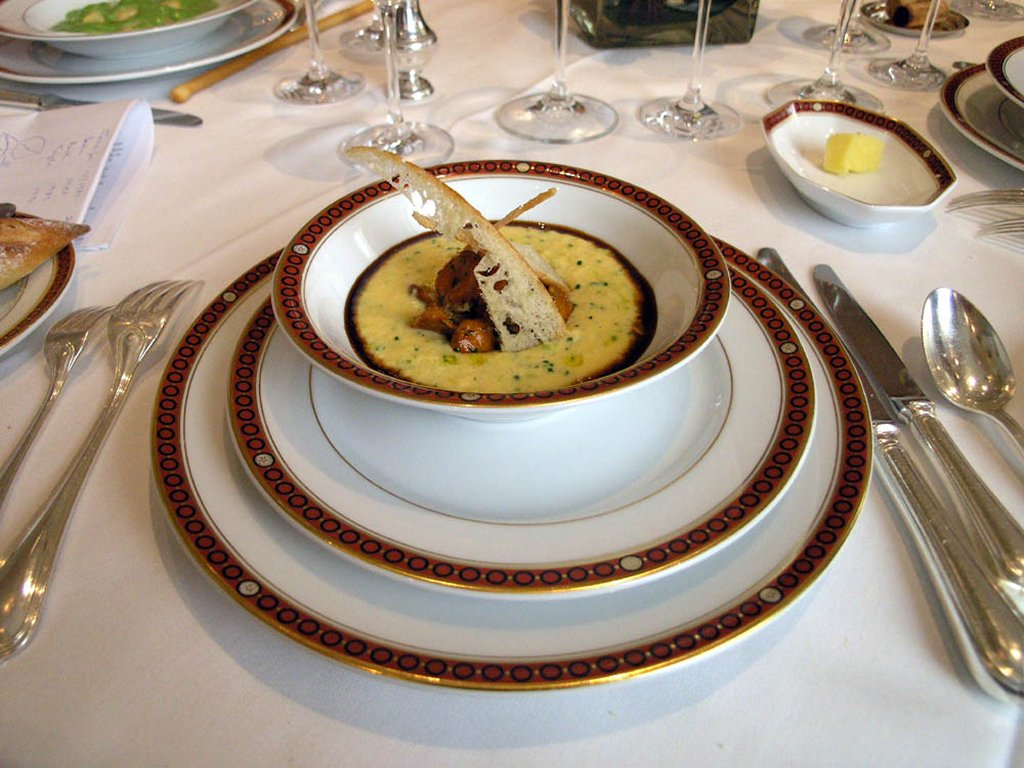
صورة لطريقة سكب صحن في مطبخ هوت كوزين

المطبخ الراقي (بالفرنسية: Haute cuisine)‏ هو طبخ يركز على إعداد الأطعمة بدقة شديدة وعناية بأسعار مرتفعة إلى الطبقات الراقية. لا يهتم هذا المطبخ بالأطعمة التي تحتوي على دهون أقل بل على العكس تكون أطعمة هذا المطبخ غنية بالدهون لذلك تجد مذاقها غنية جدا. خلف هذا المطبخ النوفيليو كوزين الذي ركز على الأطعمة الأكثر صحية كما ركز على طريقة عرض الأطباق امام الزبائن. 